# Domingo Antonio Riaño
Domingo Antonio Riaño Martínez (Sotaquirá, 12 de mayo de 1788 - Ecuador, 20 de julio de 1866) fue un obispo colombiano de la Iglesia católica.

## Vida y obra
Nació en Sotaquirá (Boyacá) el 12 de mayo de 1788, sus padres fueron Rafael Riaño y Gertrudis Martínez. Sus los realizó estudios en su tierra natal y luego en Bogotá, en el Colegio de San Bartolomé. Doctorado en teología y ambos derechos. 
Ordenado el 11 de abril de 1818. Se desempeñó como párroco de Simijaca, Villa de Leiva y Guatapé. También fue párroco de la catedral, rector del colegio-seminario san Fernando, profesor de teología y derecho canónico en el seminario y canónigo de la catedral. Además, formó parte de la Convención Granadina en 1831 y del Congreso en 1845. Igualmente fue provisor y vicario general. Pío IX lo nombró obispo de Antioquia el 8 de febrero de 1855 y llegó a su sede en noviembre del mismo año. 
Se enfocó en el mejoramiento del seminario, especialmente con la ampliación de la edificación, al que le añadió el segundo piso y dotó de mobiliario y otros elementos, como también de ingresos. Promovió la catequesis, con la difusión del texto del padre Astete, modificado por el arzobispo Mosquera. Veló mucho de la integridad de la fe y de la vivencia de las costumbres cristianas. En 1856 envió una petición a la asamblea del estado, a favor de la religión católica.
Escribió varias cartas pastorales en defensa de los derechos de la Iglesia y promover la vida cristiana. Defendió firmemente la autoridad y los derechos de la Iglesia, cuando éstos se vieron agraviados por el gobierno civil, en especial por Tomás Cipriano de Mosquera, presidente de la Nueva Granada, que el 20 de julio de 1860 dictó el conocido “Decreto de tuición de cultos”, por el cual ningún ministro podía practicar las funciones del culto sin la autorización del poder ejecutivo. Fue una polémica que duró varios años y causó mucho daño a la Iglesia y que luego generó el destierro del prelado, que se vio obligado a salir hacia el vecino país del Ecuador.
Falleció en Ecuador el 20 de julio de 1866. Sus restos mortales después de alguno tiempo fueron trasladados a Medellín y posteriormente a Santa Fe de Antioquia, donde reposan en la cripta de la Catedral. Después de la muerte de Riaño, el 4 de febrero de 1868 la Santa Sede suprime la diócesis de Antioquia, trasladando la sede episcopal a Medellín, con el nombre de Diócesis de Medellín y Antioquia.